# Cros (Gard)
Cros település Franciaországban, Gard megyében. Lakosainak száma 256 fő (2022. január 1.). Cros La Cadière-et-Cambo, Colognac, Monoblet, Saint-Hippolyte-du-Fort és Saint-Roman-de-Codières községekkel határos.

## Népesség
A település népességének változása:
| Lakosok száma | 249  | 230  | 234  | 245  | 255  | 257  | 249  | 241  | 237  | 256  |
|               | 1968 | 1982 | 1990 | 2006 | 2013 | 2015 | 2017 | 2019 | 2020 | 2022 |